# Wenchengia alternifolia
Wenchengia es un género monotípico de plantas con flores perteneciente a la familia Lamiaceae. Su única especie, Wenchengia alternifolia C.Y.Wu & S.Chow, Acta Phytotax. Sin. 10: 251 (1965), es originaria de Hainan en China.

## Descripción
Es una planta herbácea con tallos leñosos, las hojas casi basales. Hojas alternas a excepción de 1 o 2 pares opuestos en medio del tallo, pecíolo de 2 cm, la hoja en forma de cuchilla oblanceolada, de 7-8.5 × 3-3.7 cm, el haz subglabro, envés glabro con venas , y nervios laterales cerca del margen, la base cuneada, el margen superficialmente ondulado, el ápice obtuso. La inflorescencia en forma de racimo de 15 cm; con pedúnculo y brácteas linear-lanceoladas. La corola de color rosa. El fruto en forma de núculas de 2 x 1,8 mm.

## Distribución y hábitat
Se encuentra en los densos bosques tropicales, a una altitud de 400 metros en Hainan.

## Taxonomía
Wenchengia alternifolia fue descrita por C.Y.Wu & S.Chow y publicado en Acta Phytotaxonomica Sinica 10(3): 251–253, pl. 47. 1965.